# Ligurske Alpe
Ligurske Alpe so do 2.600 m visoke gore v severozahodni Italiji med obalo in Torinom. So del zahodnih Alp in mejijo na Primôrske Alpe na vzhodu v Franciji. Po klasični francoski in italijanski klasifikaciji (Partizione Delle Alpi), včasih Ligurski Alpe (Alpi Liguri / Alpes ligures, tudi italijanske Primorske Alpe, Ligurske primorske Alpe) smatrajo kot podskupino Primôrskih Alp.
Tvorijo konec alpskega loka, ki se konča na italijanski rivieri in se na vzhodu proti Liguriji, zahodno od Genove nadaljuje z ligurskimi Apenini.

## Lega in pokrajina
Največji del Ligurskih Alp ima Italija z deželama Piemont in Ligurija. V francoskem departmaju Alpes-Maritimes predstavlja 9% goratega območja.
Najvišja gora je 2651 m visok Punta Marguareis med Piemontom in Alpes-Maritimes.
Ker tečejo vzdolž Genovskega zaliva so Ligurske Alpe tudi podnebna meja med Padsko nižino in italijansko riviero. Prevladujoče reliefne oblike so navpične stene in velike kraške planote. Ligurske Alpe so raj za botanike. Zaradi bližine morja prevladujejo sredozemske kot tudi alpske vrste.
Glavne reke tečejo proti severu proti Padski nižini – glavna je Tanaro in njena približno vzporedna pritoka Pesio in Ellero.
Na jug proti morju so reke krajše. Večji sta Argentina in Arroscia. Veliko več je hudournikov.

### Obseg in struktura
Ligurske Alpe so na zahodu omejene z Col de Tende (1871 m) na meji s Primôrskimi Alpami in se širijo vzdolž glavnega grebena Alp (glavno povodje Pada - Ligurskega morja) do Colle di Cadibona (459 m) na vzhodu, ki predstavlja prehod na Ligurske Apenine - ta meja je tudi meja geološkega območje, ki prekinja tesno povezavo alpskih in apeninskih kamnin.
Razdeljene so na naslednje skupine:
- Marguareis-Mongioie s Punta Marguareis kot glavnim vrhom celotne skupine in Mount Mongioie, imenovan tudi "Mali Dolomiti";
- skupina Saccarello ob obali na jugu z Monte Saccarello kot glavnim vrhom;
- Ligurske predalpe, vzhodni del, s skupinami Monte Settepani, Monte Carmo di Loano, Monte in Monte Galero Armetta.

## Zgodnja naselitev
Zaradi stalne grožnje z morja, so v preteklosti naselja nastajala na grebenih, ob prelazih in na vrhovih, in se v Franciji imenujejo "Village Perche", v Italiji pa "Nid d'Aigle". Ta naselja so trenutno najbolj ogrožena zaradi praznenja in gospodarskega propada ("spopolamento"), zato ligursko zaledje z alpsko kulturo kaže ostro nasprotje glede na ligursko obalo. Poleg okcitanske manjšine v dolinah Pesio, Ellero, Corsaglia in Tanaro, je tu še ena malo znana manjšina v Alpah: Brigaskeri. Njihova naselja so okoli Monte Saccarella, na območju, kjer so na voljo veliki pašniki, saj gospodarska struktura Brigaskerjev temelji na sezonskem preseljevanju živine. Zimski pašniki so v delti reke Rone in na rivieri, poletni pašniki v Kotijskih, Primorskih in Ligurskih Alpah. Leta 1979 je deloval zadnji brigaskerski pastir.

## Zaščita okolja
V piemontskem delu Ligurskih Alp (regija Marguareis) je od leta 1978 Naravni park Alta Valle Pesio e Tanaro (Parco Naturale Alta Valle Pesio e Tanaro), velik 6.638 hektarjev . Park obsega dve nasprotni pobočji Punta Marguareis (2651 m), kjer se nahajajo številne jame, trenutno raziskane v skupni dolžini približno 150 kilometrov in z največjo globino 1000 metrov. Flora in favna sta večinoma alpski. Omembe vredna je razmeroma nedavna prisotnost volka.

## Turizem

### Zavetišča
V Ligurskih Alpah so naslednje zavetišča:
- Rifugio Allavena
- Rifugio Don Barbera
- Rifugio Garelli
- Rifugio Havis de Giorgio
- Rifugio Mongioie
- Rifugio San Remo

Koče so običajno odprte od sredine junija do sredine septembra.

### Pešpoti
V nadaljevanju je opisana Rdeča pot Via Alpine v 9. etapah skozi Ligurske Alpe:
- Etapa R149 od Limonetta do Rifugio Garelli. Prvi del v tej etapi gre še vedno preko Primorskih Alp, dokler ne bodo dostopne Ligurske Alpe na Col de Tende.
- Etapa R150 od Rifugio Garelli do Rifugio Mongioie
- Etapa R151 od Rifugio Mongioie do Ormea v dolini Tanaro
- Etapa R152 od Ormea do Garessia
- Etapa R153 od Garessia do Caprauna
- Etapa R154 od Caprauna do Colle di Nava
- Etapa R155 od Colle di Nava do San Bernardo di Mendatica
- Etapa R156 od San Bernardo di Mendatica do Colla Melosa
- Etapa R157 od Colla Melosa do Saorge / Francija.

Pot Alta Via dei Monti Liguri prečka skupino v smeri vzhod-zahod in se delno prekriva s potjo Via Alpina med Garessio in Colla Melosa.

## Glavni vrhovi in prelazi
Glavni vrh zahodnih Ligurski Alp je Punta Marguareis (2651 m), obstaja še več drugih vrhov nad 2000 m v vzhodnih Ligurskih Alpah imenovane tudi Ligurske Predalpe) z najvišjim vrhom 1739 m (Monte Armetta).
| Ime               | višina (m) |  |
| ----------------- | ---------- |  |
| Punta Marguareis  | 2651       |  |
| Monte Mongioie    | 2630       |  |
| Cima delle Saline | 2612       |  |
| Pizzo d'Ormea     | 2476       |  |
| Monte Besimauda   | 2231       |  |
| Monte Saccarello  | 2201       |  |
| Monte Frontè      | 2152       |  |
| Monte Antoroto    | 2144       |  |
| Monte Tanarello   | 2096       |  |

Nekaj pomembnih prelazov:
| Ime                             | Lokacija                            | Tip       | Nadmorska višina |
| ------------------------------- | ----------------------------------- | --------- | ---------------- |
| Colle di Cadibona               | Savona - Ceva                       | avtocesta | 436 m            |
| Colle di Melogno                | Finale Ligure - Ceva                | cesta     | 1028 m           |
| Colle San Bernardo              | Albenga - Garessio                  | cesta     | 957 m            |
| Colle di Nava                   | Imperia - Ormea                     | cesta     | 934 m            |
| Colle San Bernardo di Mendatica | Mendatica - Triora on Colle di Nava | cesta     | 1262 m           |
| Col de Tende                    | Tende - Cuneo                       | cesta     | 1870 m           |